# Presidenti della Provincia di Parma
In questo elenco sono riportati i responsabili dell'amministrazione provinciale di Parma dalla sua costituzione fino ai giorni nostri.

## Regno d'Italia (1861-1946)

### Presidenti del Consiglio provinciale (1860-1926)
- Girolamo Cantelli (1862-1864)
- Marcello Costamezzana (1865-1874)
- Francesco Bianchi (1874-1878)
- Girolamo Cantelli (1878-1885)
- Lorenzo Arduini (1885-1889)
- Giovanni Mariotti (1890-1897)
- Luigi Torrigiani (1897-1914)
- Agostino Berenini (1914-?)

### Presidenti della Deputazione provinciale (1889-1926)
La presidenza della provincia tra il 1860 e il 1889 era affidata d'ufficio al prefetto. Dal 1889 il governo è affidato a un presidente della Deputazione provinciale elettivo. 
| Nº | Nº | Ritratto | Nome                                             | Mandato | Mandato | Partito |
| Nº | Nº | Ritratto | Nome                                             | Inizio  | Fine    | Partito |
| -- | -- | -------- | ------------------------------------------------ | ------- | ------- | ------- |
| 1  |    |          | Alessandro Tedeschi                              | 1889    | 1892    | ?       |
| 2  |    |          | Celestino Ponzi                                  | 1892    | 1903    | ?       |
| 3  |    |          | Giovanni Lusignani                               | 1903    | 1914    | ?       |
| 4  |    |          | Primo Lagasi                                     | 1914    | ?       | ?       |
|    |    |          | ?                                                | ?       | ?       | ?       |
| –  |    |          | Guido Lucciardi (commissario straordinario)      | 1923    | 1924    |         |
| –  |    |          | Italo Pio (Commissario straordinario)            | 1924    | 1925    |         |
| –  |    |          | Empedocle Lauricella (Commissario straordinario) | 1925    | 1926    |         |
| –  |    |          | Francesco D'Alena (Commissario straordinario)    | 1926    | 1927    |         |

### Presidi del Rettorato (1927-1945)
Nel 1927 il governo fascista abolì i consigli provinciali e istituì una commissione reale straordinaria. Nel 1929 divenne operativo il Rettorato provinciale, presieduto da un preside.. 
| Nº | Nº | Ritratto | Nome                                          | Mandato | Mandato | Partito                    |
| Nº | Nº | Ritratto | Nome                                          | Inizio  | Fine    | Partito                    |
| -- | -- | -------- | --------------------------------------------- | ------- | ------- | -------------------------- |
| –  |    |          | Luciano Quargnali (Commissario straordinario) | 1927    | 1929    | Partito Nazionale Fascista |
| 1  |    |          | Angiolo Carrara Verdi                         | 1929    | 1933    | Partito Nazionale Fascista |
| 2  |    |          | Lupo Corradi Cervi                            | 1933    | 1944    | Partito Nazionale Fascista |

## Repubblica italiana (dal 1946)

### Presidenti della Deputazione provinciale (1945-1951)
Il 7 maggio 1945 il Comitato di Liberazione Nazionale nominò la Deputazione della Provincia di Parma.
| Nº | Nº | Ritratto | Nome            | Mandato       | Mandato       | Partito |
| Nº | Nº | Ritratto | Nome            | Inizio        | Fine          | Partito |
| -- | -- | -------- | --------------- | ------------- | ------------- | ------- |
| 1  |    |          | Alvise Jacazio  | 7 maggio 1945 | 1947          |         |
| 2  |    |          | Lodovico Bazini | 1948          | 2 luglio 1951 |         |

### Presidenti della Provincia (dal 1951)
Il 2 luglio 1951 si insediò il primo Consiglio Provinciale di Parma eletto dalla nascita della Repubblica Italiana.

#### Eletti dal Consiglio provinciale (1951-1995)
| N° | N°                | Ritratto          | Nome              | Mandato           | Mandato           | Partito                       | Elezione |
| N° | N°                | Ritratto          | Nome              | Inizio            | Fine              | Partito                       | Elezione |
| -- | ----------------- | ----------------- | ----------------- | ----------------- | ----------------- | ----------------------------- | -------- |
| 1  |                   |                   | Primo Savani      | 2 luglio 1951     | 28 giugno 1956    | Partito Comunista Italiano    | 1951     |
| 1  | 28 giugno 1956    | 14 dicembre 1960  | Primo Savani      | 1956              |                   | Partito Comunista Italiano    |          |
| 2  |                   |                   | Luciano Dallatana | 14 dicembre 1960  | 22 febbraio 1965  | Partito Socialista Italiano   | 1960     |
| 3  |                   |                   | Giuseppe Righi    | 22 febbraio 1965  | 15 ottobre 1970   | Partito Socialista Italiano   | 1964     |
| 4  |                   |                   | Ivanoe Sensini    | 15 ottobre 1970   | 4 settembre 1975  | Partito Comunista Italiano    | 1970     |
| 5  |                   |                   | Arturo Montanini  | 4 settembre 1975  | 17 settembre 1980 | Partito Comunista Italiano    | 1975     |
| 5  | 17 settembre 1980 | 19 settembre 1985 | Arturo Montanini  | 1980              |                   | Partito Comunista Italiano    |          |
| 6  |                   |                   | Giovanni Bisi     | 19 settembre 1985 | 14 febbraio 1986  | Partito Repubblicano Italiano | 1985     |
| 7  |                   |                   | William Lucchetti | 14 febbraio 1986  | 20 giugno 1986    | Partito Socialista Italiano   | 1985     |
| 8  |                   |                   | Claudio Magnani   | 20 giugno 1986    | 3 agosto 1990     | Partito Socialista Italiano   | 1985     |
| 8  | 3 agosto 1990     | 16 maggio 1995    | Claudio Magnani   | 1990              |                   | Partito Socialista Italiano   |          |

#### Eletti direttamente dai cittadini (1995-2014)
| N° | N° | Ritratto | Nome                | Mandato         | Mandato             | Partito                   | Elezione |
| N° | N° | Ritratto | Nome                | Inizio          | Fine                | Partito                   | Elezione |
| -- | -- | -------- | ------------------- | --------------- | ------------------- | ------------------------- | -------- |
| 9  |    |          | Corrado Truffelli   | 16 maggio 1995  | 19 luglio 1999      | Partito Popolare Italiano | 1995     |
| 10 |    |          | Andrea Borri        | 19 luglio 1999  | 7 agosto 2003       | Partito Popolare Italiano | 1999     |
| 11 |    |          | Vincenzo Bernazzoli | 12 luglio 2004  | 2009                | Democratici di Sinistra   | 2004     |
| 11 |    | 2009     | Vincenzo Bernazzoli | 10 ottobre 2014 | Partito Democratico | 2009                      |          |

#### Eletti dai sindaci e consiglieri dei comuni della provincia (dal 2014)
| N° | N° | Ritratto | Nome             | Mandato           | Mandato           | Partito             | Elezione |
| N° | N° | Ritratto | Nome             | Inizio            | Fine              | Partito             | Elezione |
| -- | -- | -------- | ---------------- | ----------------- | ----------------- | ------------------- | -------- |
| 12 |    |          | Filippo Fritelli | 10 ottobre 2014   | 31 ottobre 2018   | Partito Democratico | 2014     |
| 13 |    |          | Diego Rossi      | 31 ottobre 2018   | 18 dicembre 2021  | Partito Democratico | 2018     |
| 14 |    |          | Andrea Massari   | 18 dicembre 2021  | 29 settembre 2024 | Partito Democratico | 2021     |
| 15 |    |          | Alessandro Fadda | 29 settembre 2024 | in carica         | Partito Democratico | 2024     |